# Oded Schramm
Oded Schramm (em hebraico:  עודד שרם; Jerusalém, 10 de dezembro de 1961 — Washington, 1 de setembro de 2008) foi um matemático estadunidense nascido em Israel.
Schramm nasceu em Jerusalém. O seu pai, Michael Schramm, era professor de bioquímica na Universidade Hebraica de Jerusalém.
Foi aluno da Universidade Hebraica onde recebeu a licenciatura em Matemática e Ciência da Computação em 1986 e o mestrado em 1987, sob orientação de Gil Kalai. Recebeu o doutoramento na Universidade de Princeton em 1990 sob orientação de William Thurston.
Depois de doutorado trabalhou dois anos na Universidade da Califórnia em San Diego, e obteve um cargo no Weizmann Institute de 1992 to 1999. Em 1999 passou a integrar o group teórico da Microsoft Research em Redmond (Washington).
Em 1 de setembro de 2008, Schramm faleceu num acidente de montanhismo, quando escalava sozinho o Guye Peak, a norte do passo Snoqualmie em Washington.

## Investigação

Ilustração de Schramm

Um tema constante na investigação de Schramm era a exploração das relações entre modelos discretos e os seus limites de escala contínuos, que para alguns modelos são conformalmente invariantes.

## Publicações selecionadas
- Schramm, Oded (2000), «Scaling limits of loop-erased random walks and uniform spanning trees», Israel Journal of Mathematics, 118: 221–288, MR 1776084, arXiv:math.PR/9904022, doi:10.1007/BF02803524. Schramm's paper introducing the Schramm–Loewner evolution.
- Schramm, Oded (2007), «Conformally invariant scaling limits: an overview and a collection of problems», International Congress of Mathematicians. Vol. I, ISBN 978-3-03719-022-7, Eur. Math. Soc., Zürich, pp. 513–543, Bibcode:2006math......2151S, MR 2334202, arXiv:math/0602151